# The Gay Parade
Albums de of Montreal
The Bedside Drama: A Petite Tragedy
(1998) Aldhils Arboretum
(2001)
The Gay Parade est le troisième album studio et premier album-concept du groupe américain of Montreal. Le critique Jason Ankeny, de AllMusic.com a décrit l'album comme « le Sgt. Pepper de la scène indie pop. »

## Liste des titres
1. Old Familiar Way - 2:25
2. Fun Loving Nun - 2:17
3. Tulip Baroo - 2:10
4. Jacques Lamure - 2:31
5. The March of the Gay Parade - 2:55
6. Neat Little Domestic Life - 2:45
7. A Collection of Poems About Water - 3:57
8. Y The Quale And Vaguely Bird Noisily Enjoying Their Forbidden Tryst / I'd Be A Yellow Feathered Loon - 2:40
9. The Autobiographical Grandpa - 2:19
10. The Miniature Philosopher - 1:54
11. My Friend Will Be Me - 3:54
12. My Favorite Boxer - 3:01
13. Advice from a Divorced Gentleman to His Bachelor Friend Considering Marriage - 2:08
14. A Man's Life Flashing Before His Eyes While He and His Wife Drive Off a Cliff into the Ocean - 3:04
15. Nickee Coco and the Invisible Tree - 5:21
16. The Gay Parade Outro - 0:47